# Luise Unger
Luise Unger ist eine deutsche Mathematikerin.

## Leben und Wirken
Nach dem Studium (1974–1981) der Mathematik und Geschichte an der Universität Bielefeld mit dem Ziel: Lehramt an Gymnasien absolvierte sie von 1981 bis 1984 ein Promotionsstudium Mathematik an der Universität Bielefeld und promovierte zu Präinjektiven Komponenten von Bäumen. Als Postdoktorandin war sie zunächst an der University of Liverpool tätig. Nach der Habilitation 1993 in Mathematik zum Thema On the simplicial complex of exceptional modules war sie zunächst Privatdozentin an der Universität-Gesamthochschule Paderborn. Sie war von 1999 bis 2021 Professorin am Fachbereich Mathematik der FernUniversität Hagen, wo sie Algebra lehrte. In der Forschung beschäftigte sich mit Problemen der Darstellungstheorie, etwa bei Kippmoduln. Zwischen 2018 und 2020 war sie Vorsitzende des Akademischen Senats der Fernuniversität. Aufgrund ihrer Innovationen in der digitalen Lehre wurde sie zum Fellow des Stifterverbands für die Deutsche Wissenschaft.

## Schriften (Auswahl)
- Präinjektive Komponenten von Bäumen. Bielefeld 1984, OCLC 252327679.
- Shellability of simplicial complexes arising in representation theory. Bielefeld 1994, OCLC 832675831.
- The simplicial complex of tilting modules over quiver algebras. Bielefeld 1995, OCLC 75610433.
- mit Manfred J. Bauch und Thorsten Voigt: Computer algebra based calculators over the web. Tools for learning and teaching mathematics in distance and face to face education. Bayreuth 2004, OCLC 76483013.